# 浪漫取向
浪漫取向（romantic orientation），又称恋爱取向或情感取向（affectional orientation），它表明一个人更倾向于与何种生理性别或社会性别的人建立浪漫关系或产生爱情。这一术语常与性取向一词同时使用，但与性取向属于相互独立的概念。例如，虽然一个泛性恋者能被任一性别的人性吸引，但他们可能只倾向于与女性产生浪漫关系。再者，一个女异性恋虽然性取向为异性恋，浪漫取向却可以包含女性，而倾向与女性建立浪漫关系。
而对于无性恋者来说，恋爱取向是一项比性取向更有实际意义的指标
。

## 浪漫倾向认同
人们可能会与他人建立，或并不建立感情上的浪漫关系。由此引申出的身份认同主要有如下几种：
- 无浪漫倾向（Aromantic）：对任何人均不感到浪漫吸引以及产生爱情。
- 异性浪漫倾向（Heteroromantic或heteromantic）：对异性感到浪漫吸引，并产生爱情。
- 同性浪漫倾向（Homoromantic）：对同性感到浪漫吸引，并产生爱情。
- 双性浪漫倾向（Biromantic）：对两种生理性别均能感到浪漫吸引，并产生爱情。
- 泛性浪漫倾向（Panromantic）：对任何性别者均能感到浪漫吸引，并产生爱情。
- 半浪漫倾向（Demiromantic）：相比性别因素，只有在与对方建立坚实的情感之后才会对对方感觉到浪漫吸引。
- 波動的浪漫傾向（Aroflux）：在浪漫及無浪漫傾向間波動，但總是回到無浪漫傾向；或是波動於（處於）浪漫與無浪漫傾向之間。[5]

## 浪漫取向和性取向
浪漫取向和性取向之间的关系目前尚不明确，且仍然面临诸多争论。二者定义的边界日益模糊，所带来的影响并没有得到充分重视，也没有被广泛研究。人们在描述性取向时，常常下意识地将情感上的取向当做性取向的一个组成部分。类似地，“浪漫之爱”常被简单诠释为“充满了性和迷恋之爱”。另一方面，部分人对此持反对意见，声称性吸引和浪漫吸引并无必然联系。Lisa M. Diamond也指出一个人受浪漫吸引的性别可能和他受到性吸引的对象并不一致。
其次，无浪漫倾向也不等同于无性恋。例如，有浪漫倾向的无性恋者，他们通常不能体会到性吸引（参见灰色无性向），但仍可以感受到浪漫吸引。虽然无性恋被视为LGBTQ+群体的一部分，但在定义上通常包含并混淆了在此之外的各种浪漫取向。
一些当事人反对性取向和浪漫取向之间的混淆。 2021年1月4日，日本SRGM連盟会是性（浪漫、性別）少数的当事人团体，他發表聲明说：“性取向和浪漫取向之间的混淆是对人权的侵犯。」。

## 无浪漫倾向

无浪漫倾向者骄傲旗

无浪漫倾向者，非正式缩写为“Aro”。無浪漫傾向者，並不等同於「無愛者」。「無愛者」對應 loveless aromantic，是其中一種無浪漫，但不等於所有無浪漫。尽管几乎感受不到浪漫吸引和爱情，但仍可以享受性，是无浪漫倾向者一项重要特征。无浪漫倾向者并不一定爱无能，他们可能依然能感受亲情，或者依赖于柏拉图式的友谊關係（Queerplatonic relationship, 縮寫：QPR），無浪漫傾向者們稱呼與自己處在QPR的對象或對象們（zucchini），或是稱QPR對象/一段QPR關係為（squish）。通常QPR關係與性取向是沒有關連的，一個同時有著許多段QPR關係的無浪漫傾向者也不能算是多邊戀，因為QPR只是友誼關係, 而非戀愛關係。
一些无浪漫倾向者声称他们有能力欣赏大众文化中的爱情，例如电影，书籍和歌曲中描绘的爱，但仅限于一种间接感受，他们自己并不能亲身体会到, 也有些無浪漫傾向者或無性戀者稱他們能夠感受到（alterous attraction），一種介於浪漫及柏拉圖式的愛之間的吸引力，或解釋為想與人在情感上更加親近的慾望。
一些出版物指出，在媒体和相关研究中，无性恋者和无浪漫倾向者的曝光度不足且常常遭到误解。无浪漫倾向者有时会被污名化和以陈旧的观念被标签化，被指责为无情义、铁石心肠、故弄玄虚等。亲密范式霸权（Amatonormativity）观点就抨击了传统浪漫关系观点对非浪漫关系的压迫，以及对无浪漫倾向者的伤害。
许多无浪漫倾向者也同时是无性恋者。此外“无浪漫倾向”一词还可并用于各种性取向人群身上，例如无浪漫倾向双性恋、无浪漫倾向异性恋、无浪漫倾向女同性恋、无浪漫倾向男同性恋，甚至无浪漫倾向无性恋。原因就在于，无浪漫倾向的定义主要着眼于情感层面，而非性和性冲动。
与之相对的反义词为“有浪漫倾向（alloromanticism）”，指一个人能从他人身上体会到浪漫吸引和爱情，这样的人也称为有浪漫倾向者（alloromantic）。
此外，由LGBT引申来的更广义缩略词“LGBTQIA”中的“A”在部分场合被诠释为代表着无性恋者、无浪漫倾向者和精神无性人。

### 书目
- Marshall Cavendish Corporation (编). .  2. Marshall Cavendish. 2009  [February 2, 2013]. ISBN 978-0-7614-7905-5. （原始内容存档于2019-08-16）.
- Bogaert, Anthony F. . Rowman & Littlefield Publishers, Inc. 2012  [April 12, 2015]. ISBN 978-1442200999. （原始内容存档于2020-08-05）.
- King, Laura A.  2nd. McGraw-Hill. 2010  [April 9, 2015]. ISBN 978-0073532066. （原始内容存档于2019-08-13）.

## 延伸阅读
- Wells, J. W. . Journal of Humanistic Education and Development. 1989, 28 (1): 18–34.